# Gnathopogon caerulescens
Gnathopogon caerulescens är en fiskart som först beskrevs av Sauvage, 1883.  Gnathopogon caerulescens ingår i släktet Gnathopogon och familjen karpfiskar. Inga underarter finns listade i Catalogue of Life.